# Jackpot (kortfilm)
 For alternative betydninger, se Jackpot (flertydig). (Se også artikler, som begynder med Jackpot)
Jackpot er en action-komedie på 7½ minut, produceret i 2005 af Eyelight Productions og studerende fra Afdeling for Film- & Medievidenskab, Københavns Universitet. Den er instrueret af Kasper Vejlø Kristensen og efter manuskript af Kasper Vejlø Kristensen og Jonas Borgen.
Medvirkende er bl.a. Elias Eliot, Adam Brix Schächter, David Owe, Deni Jordan og Baard Owe. Filmen er skrevet af Jonas Borgen og Kasper Vejlø Kristensen og instrueret af sidstnævnte.